# Anna Tsing
Anna Lowenhaupt Tsing (nascida em 1952) é uma antropóloga americana. Ela é professora do Departamento de Antropologia da Universidade da Califórnia, Santa Cruz. Em 2018, ela foi premiada com a Medalha Memorial Huxley do Royal Anthropological Institute.

## Vida
Tsing recebeu seu BA da Yale University e completou seu MA (1976) e PhD (1984) na Universidade Stanford. Atuou como professora assistente visitante na University of Colorado, Boulder (1984–86) e como professora assistente na University of Massachusetts, Amherst (1986–89), antes de ingressar na UC Santa Cruz. Entre os muitos institutos aos quais ela é afiliada, ela também é membro da American Anthropological Association, da American Ethnological Society e da Association for Asian Studies.

## Realizações
O primeiro livro de Anna Tsing, In the Realm of the Diamond Queen: Marginality in an Out-of-the-way Place, gira em torno de indivíduos de Meratus Dayak, de South Kalimantan, Indonésia. O principal informante de Tsing é Uma Adang, que fornece sua visão sobre o xamanismo, a política e a mitologia em relação à identidade étnica. O livro enfoca o tema da marginalidade dentro de um estado e o contexto da comunidade dentro de uma estrutura de gênero.
Juntamente com a estudiosa Donna J. Haraway, Tsing cunhou Plantationoceno como um termo alternativo para a época proposta Antropoceno que centra as atividades humanas na transformação do planeta e seu efeito negativo no uso da terra, ecossistemas, biodiversidade e extinção de espécies. Tsing e Haraway apontam que nem todos os seres humanos contribuem igualmente para os desafios ambientais que nosso planeta enfrenta. Eles datam a origem do Antropoceno até o início do colonialismo nas Américas no início da era moderna e destacam a história violenta por trás dele, concentrando-se na história das plantações. Os colonos espanhóis e portugueses começaram a importar modelos de plantações para as Américas por volta de 1500, que já haviam desenvolvido um século antes nas Ilhas Atlânticas. Esses modelos de plantação foram baseados em trabalho forçado migratório (escravidão), uso intensivo da terra, comércio globalizado e violência racial constante, todos transformaram a vida de humanos e não humanos em todo o mundo. As plantações atuais e passadas fornecem uma nota importante das histórias do colonialismo, capitalismo e racismo, que não podem ser separadas das questões ambientais que tornaram alguns humanos mais vulneráveis ao aquecimento das temperaturas, aumento dos níveis da água do mar, substâncias tóxicas e disposição da terra do que outros.

### Friction: An Ethnography of Global Connection
A etnografia de Tsing baseia-se nas montanhas Meratus de South Kalimantan, uma província da Indonésia. O termo fricção é descrito como "as qualidades estranhas, desiguais, instáveis e criativas da interconexão através da diferença". Esta etnografia foi baseada em instâncias consecutivas e de curto prazo do trabalho de campo; os métodos são baseados em "fragmentos etnográficos". O livro é um estudo sobre paisagens dominadas pelo homem, e os temas recorrentes incluem exploração corporativa, globalização, ativismo ambiental e degradação ambiental. Friction tornou-se um texto padrão em seminários de pós-graduação em geografia, sociologia, teoria crítica, estudos feministas, estudos ambientais e economia política, entre outras áreas.
A partir de sua pesquisa, Tsing é capaz de conceituar o atrito como uma teoria alternativa ao simples “desenvolvimento de uma sociedade globalizada”. Tsing critica esse paradigma por partir de um ponto de vista imperialista, em que o desenvolvimento é enquadrado como algo que se aproxima de nações poderosas e está ligado à moralidade. A ideia de “globo” é algo difícil de medir e estudar e cria uma dicotomia entre as sociedades consideradas parte da comunidade global. Tsing começa explicando como as tendências ilógicas na gestão da terra na Indonésia parecem, apesar do fato de que a população e as demandas por infraestrutura não parecem estar aumentando em nível local. A questão desse desmatamento levou a uma maior solidariedade e diálogo entre comunidades urbanas e rurais na Indonésia. 
Tsing aponta que parte da razão para a unidade de diferentes comunidades indonésias sobre esta questão era que nenhuma dessas comunidades estava se beneficiando da destruição dessas florestas, pois deveriam criar bens para potências estrangeiras. Como argumentam os manifestantes, essa destruição ambiental não se alinha com a imaginação positiva do movimento global. Em vez disso, escreve Tsing, revela como o poder e a desigualdade se refletem na destruição dos recursos naturais e no ativismo em resposta a essas ações. Tsing argumenta que o paradigma atual da teoria da globalização é que todas as interações globais são feitas com o objetivo de criar uma era global. Ao descrever as interações globais e culturais através da diferença como “atrito”, Tsing reconhece os efeitos que essas interações têm na trajetória das sociedades sem atribuir moralidade ou pontos de vista monolíticos a elas. Tsing também sugere que usar o conceito de fricção para entender os impactos da interação livra da percepção de que o poder da globalização é um processo uniforme e inevitável. Isso tira um pouco do poder da maneira como falamos sobre globalização ao reconhecer que o conceito é “confuso” e nem sempre cria mudanças da mesma maneira. A conceituação de atrito de Tsing como uma descrição da interação em escala global oferece uma nova maneira de entender como os efeitos dessas interações podem ser diversos em mundos diferentes.

### O cogumelo no fim do mundo: Sobre a possibilidade de vida nas ruínas do capitalismo
O relato etnográfico de Tsing sobre o cogumelo matsutake oferece aos leitores uma visão sobre esse fungo raro, valioso e caro, muito apreciado no Japão. O cogumelo brota em paisagens bastante alteradas pelo homem, em simbiose com algumas espécies de pinheiros. O relato de Tsing sobre o matsutake contribui para o campo da antropologia em sua capacidade de estudar interações multiespécies, usando o sujeito não humano para obter mais informações sobre o mundo humano.
Tsing segue a jornada internacional do fungo matsutake para dar ao leitor uma visão da complexa cadeia de commodities do cogumelo, conectando-se a reflexões sobre o capitalismo. Ela usa o matsutake para lançar luz sobre temas mais amplos sobre como a ecologia é moldada pela interferência humana. O livro recebeu o Prêmio Gregory Bateson e o Prêmio Victor Turner.

## Prêmios
Recebeu o Prêmio Henry J. Benda por seu livro In the Realm of the Diamond Queen (1994) e foi homenageada com o Senior Book Award por seu segundo livro Friction: An Ethnography of Global Connection (2005) pela American Ethnological Society.Em 2010, ela recebeu uma bolsa Guggenheim. por seu projeto On the Circulation of Species: The Persistence of Diversity, uma etnografia do cogumelo matsutake.
Em 2013, Tsing recebeu a cátedra Niels Bohr na Universidade de Aarhus, na Dinamarca, por sua contribuição ao trabalho interdisciplinar nas áreas de humanidades, ciências naturais, ciências sociais e artes. Atualmente desenvolve um programa transdisciplinar de exploração do Antropoceno. Tsing é diretor da AURA: Pesquisa da Universidade de Aarhus sobre o Antropoceno na Universidade de Aarhus. O projeto foi financiado pela Fundação Nacional de Pesquisa da Dinamarca por um período de cinco anos até 2018.

## Escritos
Livros em português
- O cogumelo no fim do mundo: Sobre a possibilidade de vida nas ruínas do capitalismo. São Paulo: N-1 Edições, 2022. ISBN 978-6586941968